# Corzetti
Les corzetti ou croxetti ([kru'ʒetˑi]) sont une sorte de pâtes typiques de la cuisine ligure du nord-ouest de l'Italie et dans la région de Novi Ligure dans la province d'Alexandrie. Le nom corzetti est originaire de Ligurie, le long de la frontière avec la France, et provient du Moyen Âge. Le nom dérive d'une pièce de monnaie génoise du XIVe siècle, le corzetto.
Il existe plusieurs sortes de corzetti. Ceux de la Val Polcevera, l'une des principales vallées de la région de Gênes, sont en forme de « figure de huit ». Ailleurs, on trouve des timbre corzettiæ ([kur'zetˑi staŋˈpɛː]), des corzetti pressés ou estampés. Il s'agit de petits ronds de pâtes minces décorés en relief à l'aide d'un outil à main en bois sculpté. Le gaufrage aide les pâtes à mieux fixer la sauce. On trouve aussi des pâtes au nom similaire dans le Piémont voisin, mais sa forme s'apparente davantage à celle de l'orecchiette.
Les corzetti sont encore produits en petits lots près de Gênes. Dans le passé, ils étaient fabriqués par des paysans locaux et utilisés par les familles aristocratiques comme preuve de statut et de richesse,.

## Description
| - Timbres et rondelles en bois incisées. - Disques gravés. |

Des feuilles de pâtes sont estampées avec un moule et découpées en cercles environ d'environ 4 cm de diamètre à partir de feuilles de pâtes plates. La combinaison moule/couteau peut être en bois sculpté à la main ou en matrice de bronze. L'estampage peut être fait à la main ou à la machine, les versions estampées à la main étant plus élaborées. Le détail forme des crêtes qui permettent à la sauce de s'accrocher et d'apporter de la saveur.
Les pâtes ont généralement des motifs des deux côtés, avec un motif élaboré d'un côté et un basique de l'autre. Alors qu'ils comportaient autrefois un blason familial, le côté plus simple comporte désormais une marque régionale ou celle du fabricant. Les symboles typiques élaborés sont une croix (d'où dérive le nom croxetti), des fruits, des initiales familiales,. En Italie, ils peuvent être utilisés comme cadeaux de mariage ou pour d'autres événements festifs, auquel cas un artisan est chargé de fabriquer le moule pour que les gens préparent les pâtes à la maison.

## Préparation

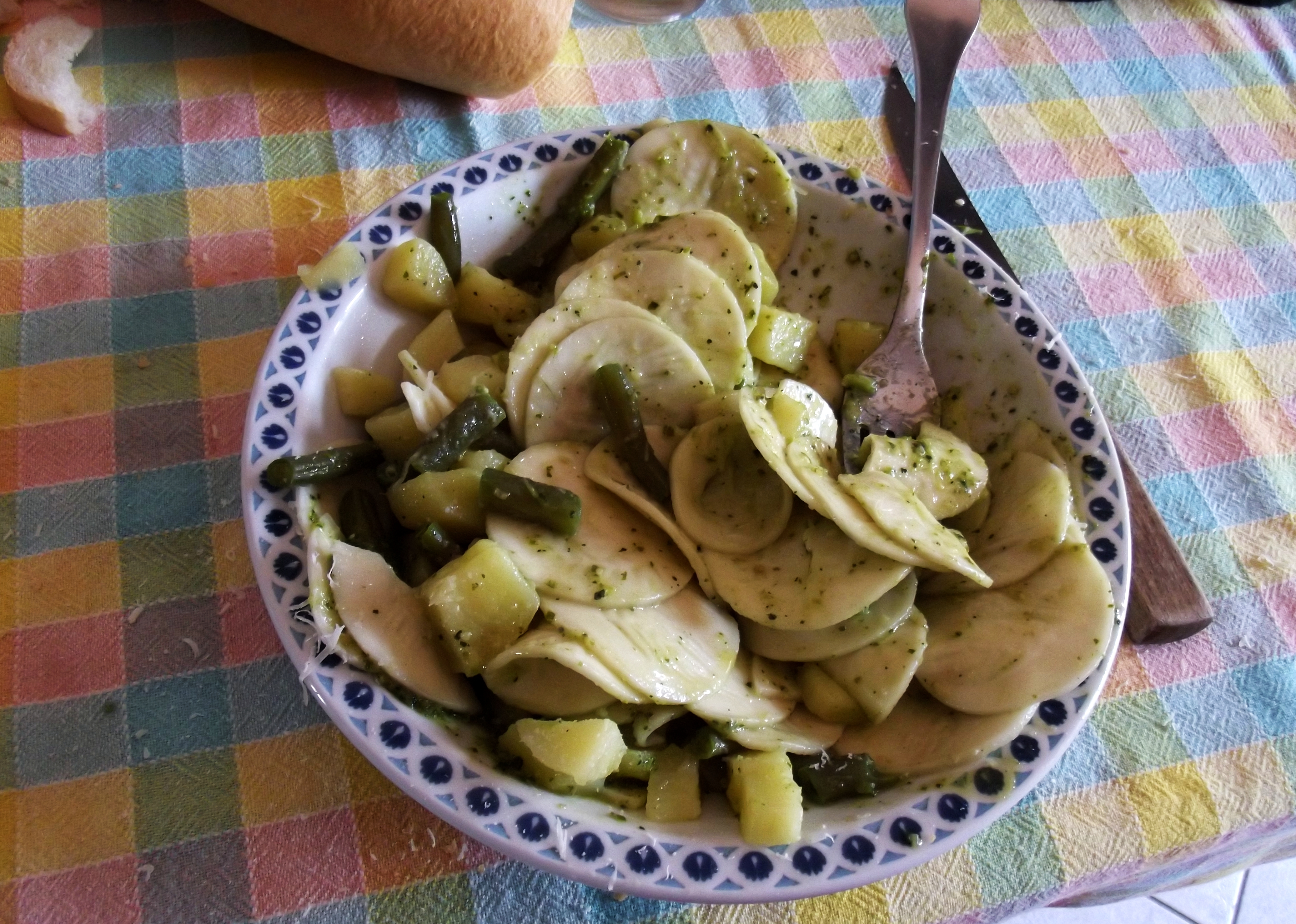
Des croxetti au pesto.

La pâte est faite avec de la farine, de l'eau et du sel et roulée en une feuille puis coupée en rondelles qui sont estampées pour former le relief et laissées à sécher. Les corzetti sont généralement servis avec une simple sauce à la viande ou aux champignons appelée en génois tocco de funzi et du pesto, sauce aux pignons ou aux noix, une sauce de poisson ou une sauce à la crème légère.

## Voir également